# Heufahrtshütte
Heufahrtshütte ist mit rund 20 Einwohnern der zweitkleinste Stadtteil von Mechernich, Kreis Euskirchen, Nordrhein-Westfalen.
Die Häuser liegen direkt an der Bundesstraße 266 südwestlich von Denrath. Durch den Ort verläuft die Bundesstraße 266 von Mechernich zum Kaller Ortsteil Wallenthalerhöhe. Die nächstgelegene Bushaltestelle ist Schützendorf Abzweig an der B 266.
Heufahrtshütte ist nach einer der früheren Schmelz- und Pochhütten entlang des Bleibachs benannt. Eines der Häuser war früher eine Restauration für Fuhrleute und Pferde. 